# Áustria nos Jogos Olímpicos de Verão de 2004
A Áustria competiu nos Jogos Olímpicos de Verão de 2004, em Atenas, na Grécia.
Os atletas austríacos alcançaram os padrões de qualificação nos seguintes eventos de atletismo (até um máximo de 3 atletas em cada evento no padrão 'A', e 1 no padrão 'B').

## Desempenho

### Remo
Masculino
| Equipe        | Evento        | Eliminatórias | Eliminatórias | Repescagem | Repescagem | Semifinal | Semifinal | Final   | Final                |
| Equipe        | Evento        | Tempo         | Posição       | Tempo      | Posição    | Tempo     | Posição   | Tempo   | Posição (Pos. final) |
| ------------- | ------------- | ------------- | ------------- | ---------- | ---------- | --------- | --------- | ------- | -------------------- |
| Raphael Hartl | Skiff simples | 7m34s61       | 2º R          | 7m06s21    | 2º S A/B/C | 6m58s67   | 5º FC     | 7m00s75 | 5º (17º)             |